# Juan Domingo bij Colon
Juan Domingo bij Colon – osada (buurt) w dzielnicy Mundo Nobo, miasta Willemstad, w dystrykcie Willemstad, w kraju autonomicznym Curaçao, należącym do Holandii, w Ameryce Południowej. 20 października 2023 r. liczyła 151 mieszkańców. 